# Bathybates minor
Bathybates minor – gatunek drapieżnej, słodkowodnej ryby okoniokształtnej z rodziny pielęgnicowatych (Cichlidae), najmniejszy reprezentant rodzaju Bathybates. Hodowany w akwariach.

## Występowanie
Gatunek endemiczny, występujący pospolicie w strefie bentopelagicznej jeziora Tanganika w Afryce Wschodniej. Wpływa również do delt dużych, wolno płynących rzek (np. Malagarasi), których wody uchodzą do jeziora. Występuje na głębokościach 3–100 m (według niektórych źródeł nie występuje na głębokościach przekraczających 70 m), najczęściej 10–30 m.

## Budowa
Bathybates minor jest pielęgnicą średniej wielkości, morfologicznie wyraźnie różniącą się od pokrewnych gatunków. Dorasta do około 20 cm długości całkowitej. Jego ciało jest wydłużone, srebrzyste, z półprzezroczystymi płetwami. Głowa i oczy są duże.

## Ewolucja
Prawdopodobnie jest ewolucyjnie najstarszym ze współcześnie żyjących, znacznie od niego większych przedstawicieli rodzaju Bathybates. Jest dla nich taksonem siostrzanym. Od niego rozpoczęła się szybka radiacja adaptacyjna, która doprowadziła do powstania pozostałych gatunków rodzaju.

## Biologia i ekologia
Jest wyspecjalizowanym drapieżnikiem żywiącym się małymi rybami, głównie Stolothrissa tanganicae z rodziny śledziowatych. Kształt oraz ubarwienie jego ciała są zbliżone do kształtu i ubarwienia śledzi (mimetyzm), co znacznie ułatwia drapieżnikowi zbliżenie się do ofiar, a nawet wmieszanie się w ich ławice. B. minor pływa wraz z nimi towarzysząc im w dobowych migracjach, przez co jest często poławiany w sieci przez rybaków. Swoje ofiary atakuje niespodziewanie.
Jest pyszczakiem, jak wszystkie Bathybatini. Ikrą i narybkiem opiekuje się samica.